# جيمس لونغستريت
جيمس لونغستريت (بالإنجليزية: James Longstreet) (و. 1821 – 1904 م) هو دبلوماسي، وعسكري، وقائد عسكري، من الولايات المتحدة، ولد في كارولاينا الجنوبية، كان عضوًا في الحزب الجمهوري، ويحمل رتبة عسكرية فريق أول، توفي في غينسفيل، عن عمر يناهز 83 عاماً.

## مناصب
تولى منصب سفير الولايات المتحدة لدى تركيا ‏، وسفير.

## التعليم
تعلم في الأكاديمية العسكرية الأمريكية.

## الخدمة العسكرية
خدم في القوات البرية للولايات المتحدة.

## روابط خارجية
- جيمس لونغستريت على موقع الموسوعة البريطانية (الإنجليزية)
- جيمس لونغستريت على موقع إن إن دي بي (الإنجليزية)
- جيمس لونغستريت على موقع ديسكوغز (الإنجليزية)